# Nicola Rizzoli
Nicola Rizzoli (Mirandola, Mòdena, 5 d'octubre de 1971), és un exàrbitre de futbol italià que va arbitrar tant a la Sèrie A (des de l'any 2002) com als tornejos FIFA (des de l'any 2007) fins que es va retirar, l'any 2017. Va arbitrar el seu primer partit de classificació a la Lliga de Campions de la UEFA l'agost de 2007, i es va fer càrrec del seu primer partit de Lliga de Campions en l'encontre de la fase de grups Sporting CP contra el Basilea, l'1 d'octubre de 2008, que acabà amb un 2 a 0. Quan no arbitra, Rizzoli treballa com a arquitecte.
El 7 d'abril de 2010, Rizzoli va arbitrar el partit de tornada de quarts de final de la Lliga de Campions entre el Manchester United i el Bayern Múnic. Amb el marcador a 3-1 a favor del Manchester United (4-3 en el global), Rizzoli expulsà el seu lateral dret, Rafael, per doble amonestació. El Bayern després va tornar a marcar i va aconseguir passar l'eliminatòria per la regla del valor doble dels gols fora de casa.
A nivell internacional, Rizzoli va fer d'àrbitre al Campionat d'Europa de futbol 2012 i va arbitrar també a la fase de classificació UEFA pel Mundial de 2010 i de 2014.
El març de 2013, la FIFA va incloure Rizzoli a la seva llista de 52 àrbitres candidats a arbitrar la Copa del Món de Futbol de 2014 al Brasil. El maig de 2013, Rizzoli va ser seleccionat per la UEFA per arbitrar la final de la Champions League 2013 a Wembley, entre el FC Bayern de Múnic i el Borussia de Dortmund.
El gener de 2014, la FIFA el va incloure a la llista definitiva d'àrbitres pel mundial.
El juliol de 2014, va arbitrar la final de la Copa del Món entre Alemanya i Argentina que es va disputar a l'estadi de Maracanã. Va fer un arbitratge senzill amb poques complicacions, amonestant a 4 jugadors (dos per equip).
El desembre de 2015 se'l va triar com un dels 18 àrbitres de l'Eurocopa 2016.
El 4 de juliol de 2017 es va retirar com a àrbitre (encara que, per edat, ho podia continuar sent un any més), i va ser escollit com a responsable de designacions de la Serie A.